# Timmerholmen (vid Pellinge, Borgå)
Timmerholmen är en ö i Finland. Den ligger i Finska viken och i kommunen Borgå i landskapet Nyland, i den södra delen av landet. Ön ligger omkring 50 kilometer öster om Helsingfors.
Öns area är 5,1 hektar och dess största längd är 360 meter i öst-västlig riktning.